# Jens Zemke
Jens Zemke (né le 17 octobre 1966 à Wiesbaden en Hesse) est un coureur cycliste et directeur sportif allemand. Il est actuellement directeur sportif de l'équipe Bora-Hansgrohe.

## Biographie
Coureur professionnel de 1995 à 2001, il remporté en 1999 le Tour de Hesse et le Tour de Nuremberg. Il a fait partie de l'équipe d'Allemagne aux championnats du monde sur route de 1995, 1996 et 1997. Depuis 2002, il est directeur sportif. Il a dirigé l'équipe féminine Nürnberger Versicherung de 2002 à 2008, l'équipe Cervélo Test en 2009 et 2010, HTC-Highroad en 2011. De 2012 à 2016, il est directeur sportif de l'équipe sud-africaine MTN-Qhubeka devenue Dimension Data. Il intègre Bora-Hansgrohe à partir de 2017. Également sélectionneur de l'équipe masculine d'Allemagne sur route, il quitte ce poste en avril 2023, remplacé par André Greipel.

## Palmarès
- 1988
  - 3e étape du Grand Prix François-Faber
  - 3e du Tour de Hesse
- 1989
  -  Champion d'Allemagne du contre-la-montre par équipes
  - 3e de la Cinturó de l'Empordà
- 1990
  - 3e du Tour de la Bidassoa
- 1992
  -  Champion d'Allemagne du contre-la-montre par équipes
  - 2e étape du Tour de Bavière
- 1993
  - 2e du Tour de Bavière
- 1994
  - 2e étape du Tour de Bavière
  - 2e du Tour de Thuringe
  - 3e du Tour du Vaucluse
  - 3e de la Commonwealth Bank Classic
- 1996
  - 2e du Tour de Düren
- 1997
  -  Champion d'Allemagne de la montagne
  - Prologue du Tour de Hesse (contre-la-montre par équipes)
  - 2e de la Commonwealth Bank Classic
- 1998
  -  Champion d'Allemagne de la montagne
  - 11e étape de la Commonwealth Bank Classic
- 1999
  -  Champion d'Allemagne de la montagne
  - Tour de Hesse :
    - Classement général
    - 5eb étape (contre-la-montre)

  - Rund um den Elm
  - Tour de Nuremberg
- 2000
  - 3e du championnat d'Allemagne de la montagne